# Nuevo alfabeto uigur
El Nuevo Alfabeto Uigur, también conocido por su nombre uigur Uyghur Yëngi Yëziqi, abreviado UYY o Uyƣur Yengi Yeziⱪi (en uigur: يېڭى يېزىقى, Yëngi Yëziqi, Йеңи Йезиқи) es una variante del alfabeto latino con influencia tanto del Alfabeto Turco Uniforme como del  Pinyin, utilizado para escribir el idioma uigur entre 1965 y 1982, principalmente por los uigures de China, e pesar de que el uso del Uyghur Ereb Yëziqi (UEY) está mucho más extendido.
Fue ideado alrededor de 1959 y reemplazó al alfabeto cirílico denominado Uyghur Siril Yëziqi (USY), que se había utilizado en China desde la proclamación de la República Popular China en 1949. Todavía sigue siendo un alfabeto oficial en China, pero después de la reintroducción de un alfabeto derivado del árabe Uyghur Ereb Yëziqi  en 1982, ha habido una gran disminución en el uso y la mayoría de los uigures hoy usan Uyghur Ereb Yëziqi . Para la  romanización del uigur, la escritura latina Uigur Latin Yëziqi se ha vuelto más común que el Uyghur Yëngi Yëziqi.

## Letras
Las letras del UYY son, por orden:
| Capital Letter | A    | B | C | D | E | F    | G | H    | I    | J  | K | L | M | N | O    | P | Q  | R    | S | T | U    | V    | W    | X | Y | Z | Ƣ    | Ⱨ    | Ⱪ | Ə    | Ɵ | Ü    | Ⱬ | NG | ZH | CH | SH |
| Small Letter   | a    | b | c | d | e | f    | g | h    | i    | j  | k | l | m | n | o    | p | q  | r    | s | t | u    | v    | w    | x | y | z | ƣ    | ⱨ    | ⱪ | ə    | ɵ | ü    | ⱬ | ng | zh | ch | sh |
| IPA            | ɑ, a | b | s | d | e | f, ɸ | ɡ | χ, x | i, ɨ | dʒ | k | l | m | n | o, ɔ | p | tʃ | r, ɾ | s | t | u, ʊ | w, v | w, v | ʃ | j | z | ʁ, ɣ | h, ɦ | q | ɛ, æ | ø | y, ʏ | ʒ | ŋ  | dʒ | tʃ | ʃ  |

Notas:
1. Ⱪ y ⱪ aparecen a menudo representadas incorrectamente como K̡ y k̡.